# 牛頭角政府合署

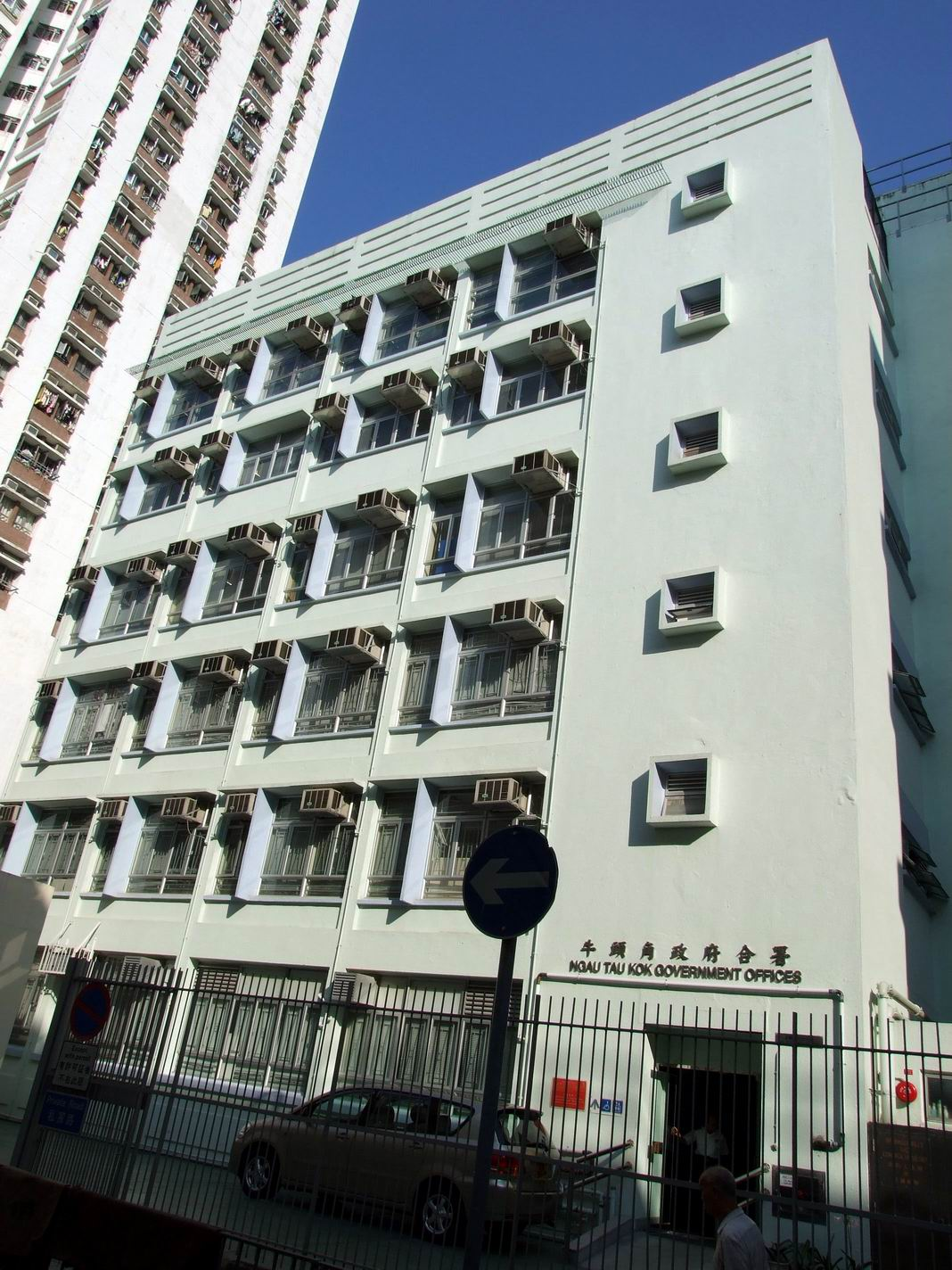
牛頭角政府合署

牛頭角政府合署（英語：Ngau Tau Kok Government Offices）是香港一座政府合署，位處於香港九龍牛頭角安華街21號，樓高只有5層，內有香港勞工處展能就業科的九龍區辦事處、康樂及文化事務署音樂事務處的觀塘區音樂中心（3–5樓，已於2012年遷往藍田綜合大樓）等政府部門的辦事處。
遊人到牛頭角政府合署，其交通並非點對點可以到達，港鐵九龍灣站之南面A出口，徒步向東行通過牛頭角下邨的行人天橋及通道，至牛頭角道183號，穿過牛頭角市政大廈到東面，牛頭角明愛中心的北面，才可以到達。

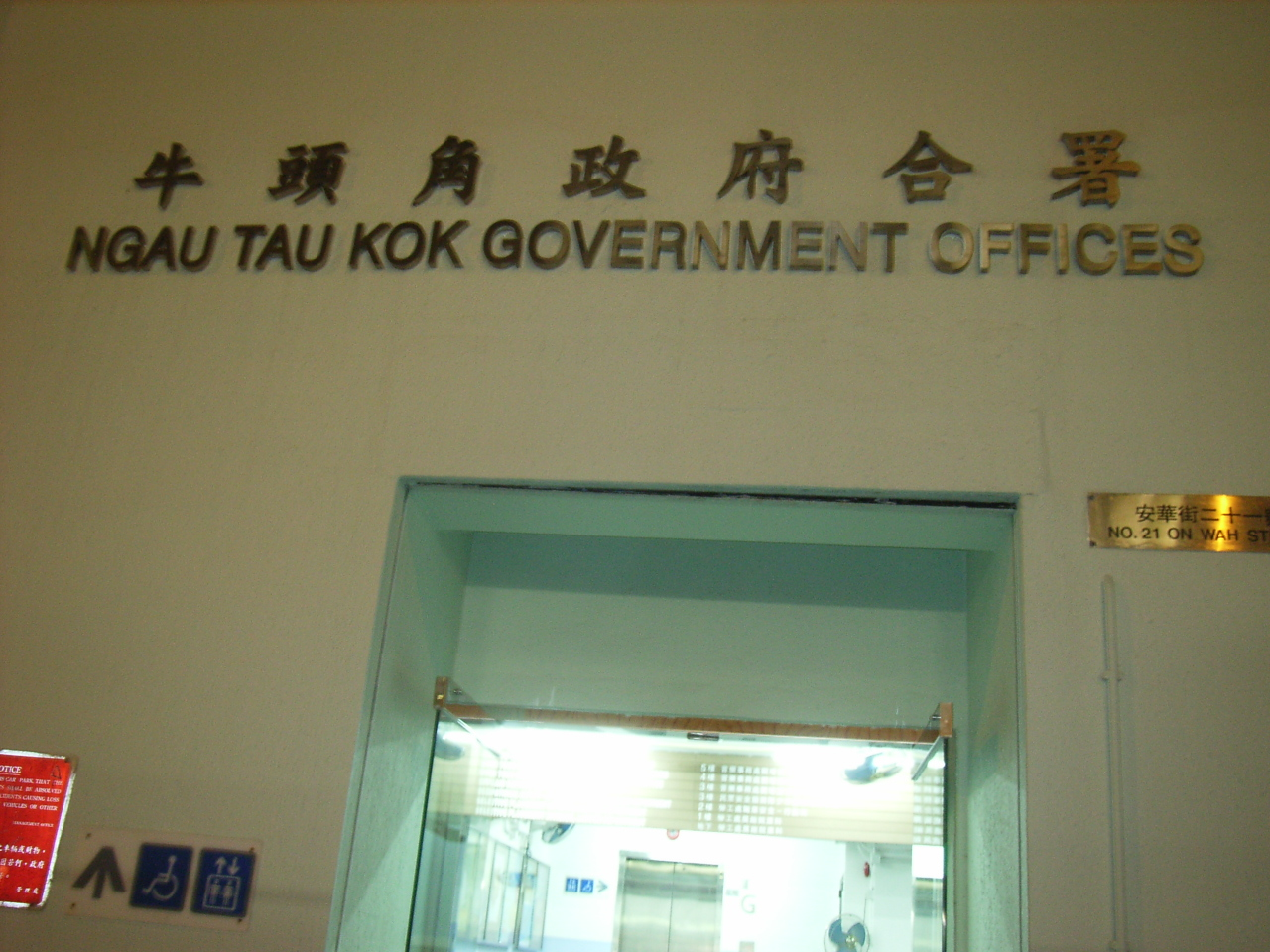
牛頭角政府合署入口
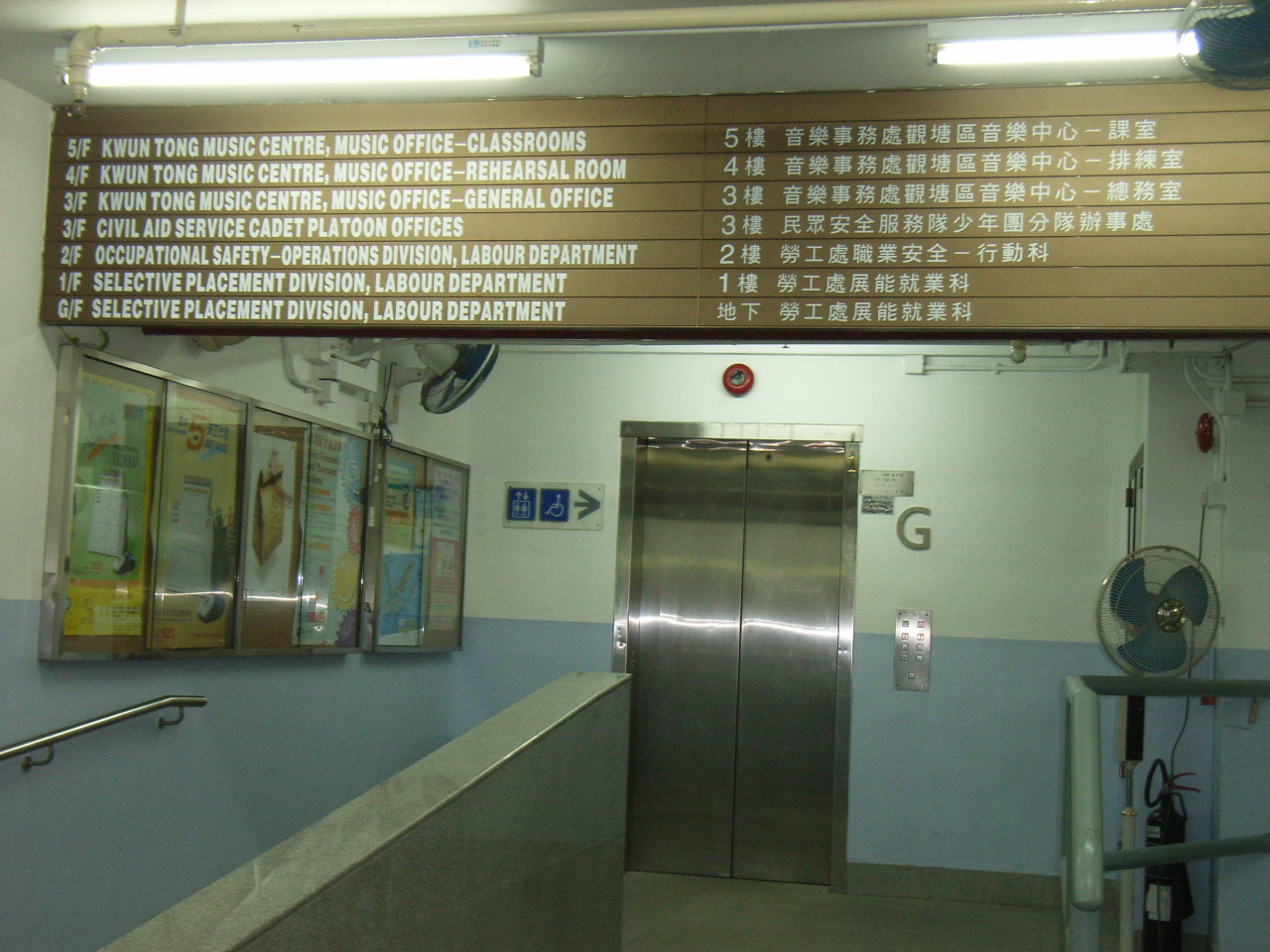
牛頭角政府合署之內的辦事單位

## 資料來源
1. ↑   (PDF). 香港立法會. 2009-04-22  [2024-07-22]. （原始内容 (PDF)存档于2020-12-07） （中文（香港））.
2. ↑  .   [2016-11-03]. （原始内容存档于2016-10-26）.
3. 1 2  .   [2016-11-03]. （原始内容存档于2016-09-27）.
4. 1 2  .   [2016-11-03]. （原始内容存档于2017-02-05）.
5. 1 2  .   [2016-11-03]. （原始内容存档于2017-01-09）.
6. ↑  .   [2016-11-03]. （原始内容存档于2016-10-24）.
7. ↑  牛頭角站　—　旺角登打士街[永久]
8. 1 2  .   [2016-11-03]. （原始内容存档于2017-01-08）.
9. ↑  .   [2016-11-03]. （原始内容存档于2016-09-27）.
10. 1 2  .   [2016-11-03]. （原始内容存档于2018-10-29）.
11. 1 2  .   [2016-11-03]. （原始内容存档于2016-10-22）.
12. ↑  .   [2016-11-03]. （原始内容存档于2016-09-27）.
13. ↑  .   [2016-11-03]. （原始内容存档于2016-09-27）.
14. ↑  .   [2016-11-03]. （原始内容存档于2017-01-11）.
15. ↑  .   [2016-11-03]. （原始内容存档于2018-08-08）.
16. ↑  .   [2016-11-03]. （原始内容存档于2018-06-12）.
17. ↑  .   [2016-11-03]. （原始内容存档于2017-01-17）.

## 外部連線
- 牛頭角政府合署地圖 （页面存档备份，存于）

22°19′16″N 114°13′00″E / 22.321216°N 114.216672°E